# Leptoclinides confirmatus
Leptoclinides confirmatus är en sjöpungsart som beskrevs av Kott 200. Leptoclinides confirmatus ingår i släktet Leptoclinides och familjen Didemnidae. Inga underarter finns listade i Catalogue of Life.